# Gränseskogen
Gränseskogen är ett naturreservat i Lindesbergs kommun i Örebro län.
Området är naturskyddat sedan 1996 och är 3 hektar stort. Reservatet ligger vid östra stranden av Lilla Sörsjön och består av mossrik gammal barrskog.